# Fuente Humorera
Fuente Humorera es una localidad situada en la provincia de Burgos, comunidad autónoma de Castilla y León (España), comarca de Las Merindades, partido judicial de Villarcayo, ayuntamiento de Valle de Manzanedo. En la actualidad, aunque no se entiende cómo puede ocurrir algo así, este pequeño pueblo del Valle de Manzanedo se encuentra dentro de una finca particular y no es posible acceder a él.

## Geografía
En el valle de Manzanedo; a 10 km de Villarcayo, cabeza de partido, y a 78 de Burgos. Autobús, Burgos–Espinosa, en Incinillas, a 8 km.

## Demografía
En el censo de 1950 contaba con 13 habitantes.

## Historia
Lugar, en el partido de valle de Manzanedo, uno de los cuatro partidos en que se dividía la Merindad de Valdivielso perteneciente al Corregimiento de las Merindades de Castilla la Vieja. Jurisdicción de Realengo con regidor pedáneo.
A la caída del Antiguo Régimen queda agregado al ayuntamiento constitucional de Valle de Manzanedo, en el partido de Villarcayo en la región de Castilla la Vieja.

## Parques eólicos
Junto al denominado El Canto, de la empresa CESA, con 23 aerogeneradores de tecnología Gamesa de una potencia unitaria de 660 kW, lo que supone una potencia total de 15.180 kW apecyl.

## Otras industrias
Una empresa con el mismo nombre del pueblo "Fuente Humorera S.L." se dedica a la fabricación industrial de queso de cabra con etiqueta ecológica.